# Domenico Lops
Domenico Lops (Andria, 9 maggio 1938 – ...) è stato un arbitro di calcio italiano.

## Carriera
Per la sezione arbitrale torinese ha iniziato a dirigere in Serie C nel 1970.
Dopo alcuni anni di gavetta nel terzo livello del calcio italiano, il 10 febbraio 1974 debutta in Serie B a Parma nella partita Parma-Reggina (2-0) della prima giornata del girone di ritorno. Nel torneo cadetto dirige 82 incontri in nove stagioni.
In Serie A esordisce a Roma il 4 maggio 1975 nella partita Lazio-Fiorentina (1-0). In otto stagioni arbitra 36 incontri della massima serie, l'ultimo dei quali è stato Milan-Ascoli (0-0) del 28 marzo 1982, giocato sul campo neutro di Verona.
Ha diretto anche 15 partite di Coppa Italia.

## Biografia
Da quando ha smesso di arbitrare, ha ricoperto un ruolo dirigenziale nella sezione torinese dell'A.I.A..
Suo figlio Giorgio Lops è stato anche lui un arbitro nazionale, che, sempre per la sezione di Torino, tra il 2005 e il 2008 ha diretto 5 partite di Serie A e 48 partite di Serie B.